# Linguolabial konsonant
En linguolabial fon uttalas genom att tungan förs mot läpparna. I svenskan finns inte några linguolabiala konsonanter. Däremot kan dentala konsonanter bytas ut mot linguolabialer som kompensation vid talstörning till följd av läpp-, käk- och gomspalt.

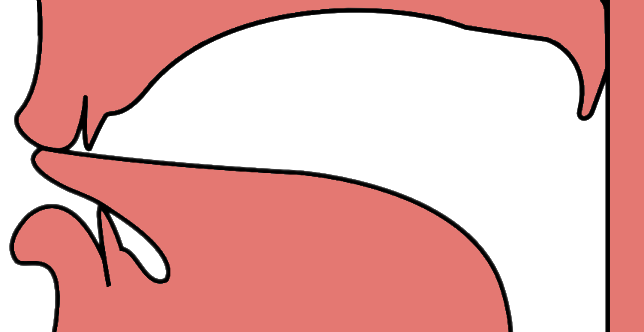
Artikulationsställning för linguolabiala klusiler.